# الباشا العاصي الجربا
الباشا بن متعب بن العاصي بن فرحان الجربا (1904 - 1979) من آل محمد الجربا زعماء قبيلة شمر، وأحد أبرز شيوخ قبائل الجزيرة السورية في القرن العشرين، عرف بدوره السياسي والاجتماعي والاقتصادي في منطقة الجزيرة وسورية،تميّز بمزج الزعامة القبلية التقليدية مع مفاهيم التحديث، لا سيما في مجالي الزراعة والتعليم. نشأ في بيئة قبلية تُعلي من شأن الفروسية والكرم، وقد شهد الكثير من وقائع البادية السورية والعراقية، وهو من الشخصيات المؤثرة في فترة الانتداب الفرنسي وبعد الاستقلال، وكان من المناضلين الذين قارعوا الاستعمار الفرنسي و الإنكليزي، فقد اعتقله الفرنسيين في شباط/ فبراير 1941م، وبعد فك اسره اقام فترة قصيرة شمال الحدود السورية بسبب قرب دياره من تركيا،وبعد استقرار القبائل وقيام الدولة والتحول للزراعة كان من رواد الزراعة الحديثة في المنطقة وزامن ذلك ادخال الآلة والمكننة منذ بداية الخمسينات من القرن العشرين،
إذ امتلك أكثر من عشرين قرية، منها قرية رميلان (تحولت فيما بعد لمدينة وهي مركز حقل الرميلان النفطي ) التي أُنشئت على جزء من عقاره في رميلان الباشا، أيام الوحدة عام 1959م، ونجله علي وضع حجر الأساس لهذه المدينة بعد ان تبرع بمئتين ألف متر من ملك والده بتوجيه من الوالد وكان عمره آنذاك 18 عام، واستثمر أراضيه في زراعة الحبوب والأشجار المثمرة وزرع الأرز في وقت مبكر وتركه لأن مستنقعات المياه ساهمت بنشر مرض الكوليرا وهذا كله قبل أن تُصادر معظم أملاكه بموجب قانون الإصلاح الزراعي ولجنة الاعتماد.
(لأن رميلان الباشا تقع على طريق حلب - الموصل وقريبة من سكة حديد قطار البصرة - برلين الذي يمر من اليعربية وبسبب مكانته وسطوته بين قبائل المنطقة فقد كان يوفر الأمن والحماية للتجار و تجارتهم)، عاش فترة من حياته في مدينة حلب جامعًا بين الحياة الحضرية والأصالة البدوية،وكان محبًا للعلم، فأنشأ أول مدرسة ابتدائية في منطقته بدأت بخيمة ثم تحولت إلى بناء طيني قبل أن تتطور لاحقًا إلى بناء حديث،واشتهر بالتقوى والورع، وبناء المساجد وساعد على انتشارها بالمنطقة، كما عُرف بتجارته الواسعة ومبادراته الخيرية ودعمه للقضايا العربية، وله الدور الأهم بعد ثورة الشواف 1959م ولجوء العراقيين الى سوريا حيث وفر لهم المأوى والغذاء، وكان من المتبرعين البارزين لثورة التحرير الجزائرية، ولا يزال يُذكر بعد وفاته بوصفه من الشخصيات التي تجسّد القيم البدوية في الكرم والنبالة.

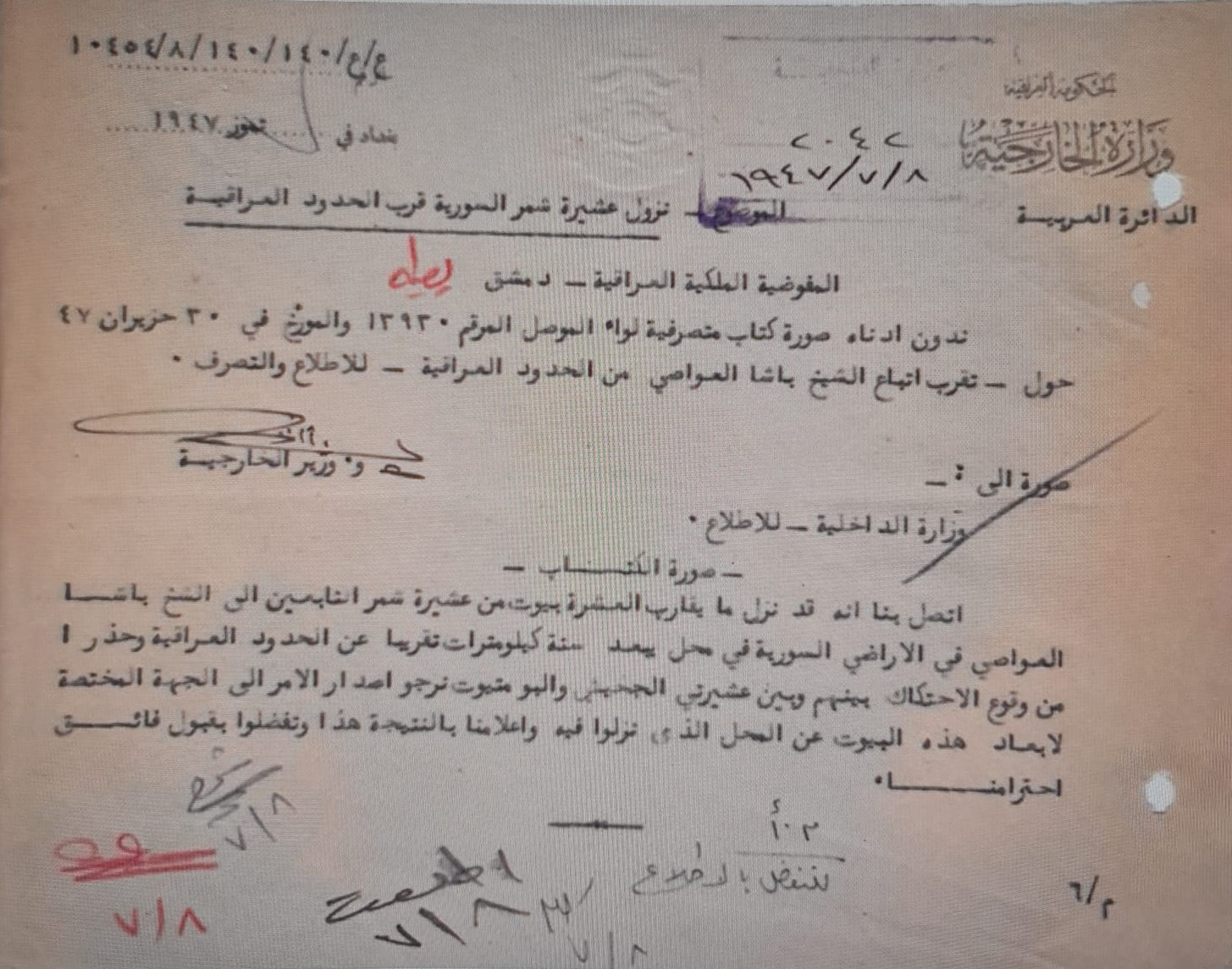
وثيقة عراقية تثبت نزول الشيخ بالقرب من الحدود العراقية السورية